# Chance (Album)
Chance  ist das zehnte Album der Manfred Mann’s Earth Band, das 1980 veröffentlicht wurde. 

## Das Album
Der Sänger Chris Thompson hatte mit dem vorangegangenen Album Angel Station die Band verlassen, um sich auf die Arbeit mit seiner eigenen Band Night zu konzentrieren. Manfred Mann suchte daraufhin einen neuen Sänger in einer Reihe von Sessions, in denen u. a. Paul Young, Huey Lewis, Graham Bonnett von Rainbow, Pete French von Atomic Rooster sowie auch der spätere AC/DC-Sänger Brian Johnson vorsangen. Letztlich entschied sich Mann aber dafür, das Album mit einer Mischung aus Session-/Studiomusikern und Earth Band aufzunehmen. Chris Thompson stand trotz seines Abschieds für Aufnahmen, wenn auch nicht im gewohnten Umfang, als auch die anschließende Tour wieder zur Verfügung. Der Gitarrist Steve Waller und der Bassist Pat King, die beide ebenfalls schon auf vorangegangenen Alben der Earth Band angehörten, sowie John Lingwood, der neu den erkrankten Schlagzeuger Geoff Britton ersetzte, unterstützten die Aufnahmen als Earth Band. Sie alle präsentierten das Album dann auch auf der gleichnamigen Chance Tour 1981. Das Earth Band-Gründungsmitglied Mick Rogers arbeitete für die Aufnahmen zum ersten Mal seit 1975 wieder mit Mann zusammen. Er kehrte später auch ganz zur Band zurück. Als Produzenten traten Mann selbst sowie Trevor Rabin in Erscheinung. Rabin übernahm auch einige Gitarrenparts im Studio. Thompson sang drei Titel komplett ein und teilte sich bei einem weiteren den Hauptteil mit einem weiteren Sänger. Die restlichen Gesangsparts wurden von verschiedenen Sängern übernommen. Unter anderem singt Mann selbst den Titel Adolescent Dream, was eher eine Ausnahme im Katalog der Earth Band darstellt.

## Cover
Das Albumcover zeigt eine Adaption des Plakats Strandstole (Liegestühle) des dänischen Künstlers Ole Kortzau. Es weist klare Linien, kräftige Farben und eine reduzierte Komposition auf und zeigt zwei stilisierte leere, nebeneinander stehende Liegestühle mit roten und weißen Streifen auf einem gelben Rahmen. Die Liegestühle sind am unteren Rand des Bildes platziert, was den Großteil des Covers ungenutzt lässt und eine große, offene Fläche eröffnet, die von blauem Himmel und Meer im Hintergrund eingenommen wird. In der oberen rechten Ecke des Covers ist der Name der Band in schwarzer Schrift platziert, wobei die ersten beiden Worte horizontal bis in die rechte obere Bildecke laufen, die letzten beiden Worte aber 90° im Winkel gedreht hierzu stehen und an der rechten Seite des Bildes abwärts verlaufen. Der Albumtitel befindet sich unten rechts in blauer Schrift, passend zum Farbschema des Hintergrunds.

## Rezeption
In Band 1 seiner Buchreihe Rock beschreibt das Magazin eclipsed das Album als „poppiges, damals höchst zeitgemäßes Earth Band-Album, das allerdings so einige skurrile Ecken und Kanten (u.a. sozialkritische Texte) zu bieten hatte. [...] Die Vielzahl von Sängern ließ Chance etwas unausgegoren wirken.“ (Walter Sehrer, Matthias Bergert, Marcus Wicker, Wolfram Porr: Rock – Das Gesamtwerk der größten Rock-Acts im Check: alle Alben, alle Songs (Teil 1)). ecplipsed vergibt für das Werk die dritthöchste Kategorie Qualitätskauf. Das Album landet in der Gesamtschau aller Manfred Mann’s Earth Band Alben hier auf Platz 9.
Bruce Eder schreibt auf allmusic über die „seltsame Mischung aus aktuellem Songwriting, progressivem Rock und Power-Pop - von den ersten Sekunden an drückt die Earth Band ernsthafte Botschaften und gesellschaftliche Kommentare an ihre Hörerschaft durch inmitten wirbelnder Prog-Rock-Keyboards und eingängiger Gitarrenaufhänger und Refrains. Das ganze Paket ist in einer Weise herausfordernd, die sie zu Beginn dieses Jahrzehnts an die Spitze der Rockmusik hätte setzen sollen“. Das Album erhält dreieinhalb von fünf möglichen Sternen.
| ChartsChartplatzierungen       | Höchstplatzierung | Wochen |
| ------------------------------ | ----------------- | ------ |
| Deutschland (GfK)              | 11 (41 Wo.)       | 41     |
| Österreich (Ö3)                | 12 (10 Wo.)       | 10     |
| Vereinigte Staaten (Billboard) | 87 (16 Wo.)       | 16     |

Beide Singleauskopplungen aus dem Album waren kommerziell wenig erfolgreich. Das als zweite Single aus dem Album veröffentlichte Bruce-Springsteen-Cover For You erhielt 2005 aber durch das Hamburger DJ-Team The Disco Boys neue Verwendung, wobei auch längere Passagen der Earth Band-Aufnahme zum Einsatz kommen. Der Song wurde unter The Disco Boys Feat. Manfred Mann’s Earth Band veröffentlicht und war erstmals 2005 in den Charts. Zwei Jahre später folgte eine Wiederveröffentlichung. Von 2007 bis 2010 war die Single immer wieder in den deutschen Charts und brachte es auf insgesamt 93 Chartwochen. Sie erreichte als höchste Position Platz 17. Ende 2010 wurde For You in dieser Version mit Platin ausgezeichnet.

## Titelliste

### Seite 1
1. „Lies (Through the 80s)“ (Denny Newman) – 4:33
2. „On the Run“ (Mann, Tony Ashton, Florrie Palmer) – 3:52
3. „For You“ (Springsteen) – 5:42
4. „Adolescent Dream“ (Mann) – 2:41
5. „Fritz the Blank“ (Mann) – 2:51

### Seite 2
1. „Stranded“ (Mike Heron, Mann) – 5:47
2. „Hello, I Am Your Heart“ (Dennis Linde) – 5:16
3. „No Guarantee“ (Mann) – 3:51
4. „Heart on the Street“ (Tom Gray) – 4:49

### Bonustracks (1999 CD-Wiederveröffentlichung)
1. „A Fool I Am“ (single B side) (Mann, Pat King, John Lingwood, Steve Waller) – 4:16
2. „Adolescent Dream“ (single version) (Mann)[13] – 2:24
3. „Lies (Through the 80s)“ (single version) (Newman) – 4:15
4. „For You“ (single version) (Springsteen) – 3:53

## Personal

### Earth Band
- Manfred Mann – Keyboard, Gesang („Adolescent Dream“)
- John Lingwood – Schlagzeug
- Pat King – Bass
- Steve Waller – Gitarre, Gesang („This Is Your Heart“)
- Chris Thompson – Gesang („Lies Through The 80s“, „On The Run“, „For You“; „Stranded“)

### Gastmusiker
- Mick Rogers – Gitarre
- Trevor Rabin – Gitarre
- Robbie McIntosh – Gitarre
- Geoff Whitehorn – Gitarre
- Barbara Thompson – Saxophon
- Dyan Birch – Gesang („No Guarantee“ und weitere)
- Willy Finlayson – Gesang („Heart On The Street“)
- Peter Marsh – Gesang („Stranded“)
- Carol Stocker – Begleitgesang

### Produktion
- Manfred Mann – Produzent
- Trevor Rabin – Produzent
- Bernie Clarke – Co-Produzent (Portugal)
- Rik Walton – Toningenieur
- David Barratt, Edwin Cross, Laurie Latham, Robert Stewart – Toningenieur (Assistenz)
- Peter Schwier, Tim Summerhayes – Toningenieur (Assistenz) (Portugal)
- Martin Poole – Design
- Ole Kortzau – Grafik